# Mingen
Mingen är en sjö i södra Njurunda socken, belägen cirka 20 kilometer söder om Sundsvall i Sundsvalls kommun i Medelpad som ingår i Ljungan-Gnarpsåns kustområde. Sjön är 3 meter djup, har en yta på 2,22 kvadratkilometer och befinner sig 16,1 meter över havet. Sjön avvattnas av vattendraget Mingbäcken. Vid provfiske har abborre, gädda, mört och ruda fångats i sjön.
Mingen är av riksintresse som häckningsplats för strand- och sjölevande fåglar. Det som gör sjön unik, tillsammans med Skrängstasjön, är att sjön till stor del är omgärdad av åkermark ända ner mot strandkanten. Den typen av sjöar är ytterst ovanlig i norra Sverige.

## Historia
Mingen är ursprungligen en gammal havsvik som genom landhöjningen har blivit en kustnära insjö.

### Sänkning
På 1940-talet och 1950-talet sänkte boende i området sjön i utbyte mot mer odlingsmark.

## Geografi
Sjön är ca 2,2 km2 stor och består av en mängd vikar, Västerviken, Rotviken, Algarsviken etc. Där Rotviken har fått ge namn åt den närliggande bebyggelsen, Rotvik. Sjön är belägen 16,5 meter över havet. Medeldjupet är 1,7 m och maxdjupet 3 m.

### Tillflöde och utflöde
Tillflödet sker genom ett antal mindre bäckar och vattendrag, främst i sjöns västra delar. Det enda utflödet sker via Mingbäcken till Björköfjärden.

## Fågelliv
Cirka 120 arter har identifierats vid sjön.

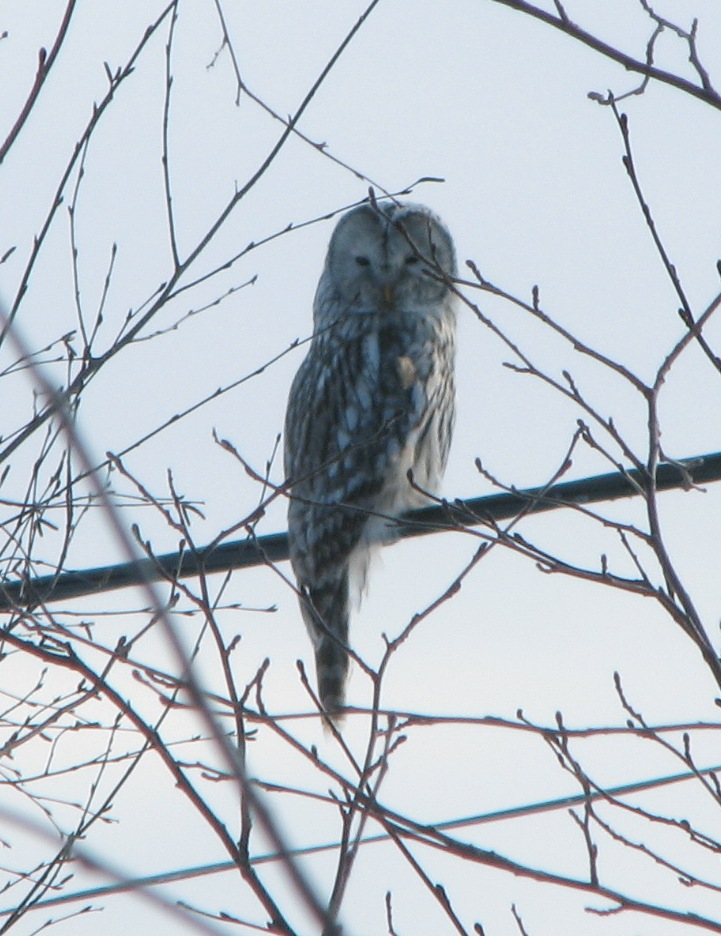
Slaguggla synlig vid Mingen, våren 2012.

### Häckande arter
Är bland annat trana, skäggdopping mfl.

## Delavrinningsområde
Mingen ingår i delavrinningsområde (690375-158511) som SMHI kallar för Utloppet av Mingen. Medelhöjden är 38 meter över havet och ytan är 14,35 kvadratkilometer. Det finns inga avrinningsområden uppströms utan avrinningsområdet är högsta punkten. Avrinningsområdets utflöde Mingbäcken mynnar i havet. Avrinningsområdet består mestadels av skog (63 procent). Avrinningsområdet har 2,22 kvadratkilometer vattenytor vilket ger det en sjöprocent på 15,5 procent.